# Beatrice Fleischlin
Beatrice Fleischlin (* 19. März 1971 in Sempach) ist eine Schweizer Performerin und Autorin.

## Leben
Beatrice Fleischlin studierte an der Schauspielakademie Zürich (heute Zürcher Hochschule der Künste, Abschluss 2000). Sie gründete gemeinsam mit Nicolas Galeazzi und Andreas Liebmann das Label Gaststube°. Gemeinsam realisierten sie Projekte aus Inszenierung, Installation und Interaktion, mit denen sie international unterwegs waren (Deutschland, Österreich, Frankreich, Los Angeles, Bolivien, Schweiz). Nach 12 Jahren Zusammenarbeitspause starteten sie 2020 mit einer neuen Zusammenarbeit, in der sie die fragilen Möglichkeiten der Existenz in den Ruinen des Kapitalismus erforschen und an der Möglichkeit kollektiven Überlebens arbeiten.
Beatrice Fleischlin wurde u. a. in Arbeiten von Thom Luz, Boris Nikitin und postTheater als Performerin engagiert.
Fleischlin lebt in Basel. Von dort aus produziert sie ihre Theaterprojekte u. a. mit freien Spielstätten, wie der Kaserne Basel, dem Südpol Luzern, dem Theaterhaus Gessnerallee Zürich und den Sophiensaelen Berlin.
Ihr Solo „my ten favorite ways to undress – a personal hitlist“, mit dem sie tourte, eröffnete ihr die Möglichkeit für eine Reihe eigener Arbeiten. In den letzten Jahren entwickelte sie Werke, die sich mit einem transnationalen, queeren Identitätsverständnis auseinandersetzen. Meist entstehen diese Arbeiten in Kooperation mit anderen Künstlern.
Beatrice Fleischlin war von 2012 bis 2019 an der Inszenierung von Theaterprojekten der freien Theaterszene und von Studiobühnen kommunaler Theater beteiligt, von 2017 bis 2019 auch gelegentlich als Mitarbeiterin des Dramaturgen.
Als Hälfte des Duos fleischlin/meser erhielt sie zusammen mit Anja Meser einen Schweizer Preis Darstellende Künste 2021.

## Performances
- 2004: Der Gesang vom flexiblen Menschen. Regie: Andreas Liebmann / Thomas J. Jelinek. Theaterdiscounter Berlin, Wien, Wismar.[2]
- 2004: Labyrinth.Chor. Gaststube°. Theaterdiscounter Berlin.[3]
- 2005: Öngel – Schöner wohnen für alle. Gaststube°. Rote Fabrik Zürich. dieTheater Wien, Theaterdiscounter Berlin.[4]
- 2005: Exot. Gaststube°. zur Eröffnung des KunstgARTen Pasewalk.[5]
- 2006: 7,5 Untersuchungen über das Unfertige. Gaststube°. Berlin Festival HÖLLENFAHRT Wien, Festival Rohkunstbau Berlin, Theater Spektakel Zürich, Festival La Båti Genf, Sophiensäle Berlin.[6]
- 2006: Fanny – Eine Untersuchung über Ausfransungen. Gaststube°.[7]
- 2007: Erlösung abgebrochen. Theaterdiscounter Berlin.[8]
- 2007: Prekäre Gärten. fleischlin/galeazzi. Performance im öffentlichen Raum, Kunstpanorama Luzern, White Space Zürich.[9]
- 2007: El quinto pasajero. Gaststube°. Museo Tambo Quirquincho, La Paz, Bolivien.[10]
- 2008: Wann stören wir uns endlich. Text/Regie: Andreas Liebmann. Volksbühne Berlin, Prater Foyer Berlin, BallhausOst Berlin, Kaserne Basel, Kleintheater Luzern, Schlachthaus Theater Bern.[11]
- 2008: Die anderen. Konzeption: A. Liebmann. Zur Eröffnung der Kaserne Basel.[12]
- 2009: Fish Tales. Regie: Post.Theater. Stromereinfestival Zürich, Dock 11, Sophiensäle Berlin.[13]
- 2009: Imitation of Life. Regie: Boris Nikitin. Festival "Treibstoff", Kaserne Basel, HAU Berlin, Theaterhaus Gessnerallee Zürich, Festival „auawirleben“ Schlachthaus Theater Bern, Ringlokschuppen Mülheim an der Ruhr, Tuchlaube Aarau, Festival „plateaux“ Mousonturm Frankfurt, Sakharov Center Moskau, Joburg Theatre Johannesburg (SA), Little Theatre Cape Town (SA), Jornees de Théatre Suisse Contemporain, Ganz New Festival Zagreb, Theater Rampe Stuttgart, FIT Lugano.[14]
- 2009: Schutz und Rettung. Regie: Thom Luz. Freischwimmer Festival Kampnagel, Sophiensäle Berlin, Kampnagel Hamburg, Gessnerallee Zürich, Brut Wien, FFT Düsseldorf.[15]
- 2010: Die Zeitmaschine 1980–2010. Konzept: Boris Nikitin. Kaserne Basel.[16]
- 2010: Tag der hellen Zukunft. Regie: Thom Luz. Gessnerallee, Kaserne Basel, Südpol Luzern, far Festival Nyon.[17]
- 2010: Gefühlstraining für weltweite Körper. Regie: Andreas Liebmann. Hebbel am Ufer (HAU) Berlin.[18]
- 2011: Come on Baby. fleischlin/meser. Südpol Luzern, Kaserne Basel, Zeitgen. Schweizer TanzTage im Tojo Bern, Gessnerallee Zürich, Tanzfest Zürich, Festival d. Freien Theater bestOFFstyria Graz, Sophiensäle Berlin, Unithea Frankfurt (Oder).[19]
- 2011: Universal Export. Regie: Boris Nikitin.[20]
- 2011: Amuse Gueule No.1. Fleischlin/Schupp. Theater Basel.[21]
- 2011: Amuse Gueule No.2. Fleischlin/Schupp. Theater Basel.[22]
- 2012: There Must Be Some Kind Of Way Out Of Here. Luz/Weibel/Kuggeleyn. Gessnerallee Zürich, Kaserne Basel, Südpol Luzern.[23]
- 2013: Drop Dead, Gorgeous. fleischlin/meser. Kaserne Basel, Südpol Luzern, Gessnerallee Zürich, Sophiensaele Berlin.[24]
- 2013: Do You Feel Real? fleischlin/meser/flores.[25]
- 2013: Love.State.Kosovo. Fleischlin/Schupp. Theaterspektakel Zürich, Nationaltheater Kosovo, Prishtina, Kaserne Basel, Theater Tuchlaube Aarau, Spielart Festival München.[26]
- 2015: Willkommen im Paradies meines guten Gefühls. Aufzug N°3 aus «MENSCH! – ein Showbusiness in mehreren Aufzügen». Regie: Jonas Knecht. Lokremise St. Gallen.[27]
- 2015: Thinking about Medea – Duke Menduar Medean. Beatrice Fleischlin & Gjergj Prevazi. Nationaltheater Tirana, Durres, Basel, Aarau, Südpol Luzern.[28]
- 2015: Islam für Christen – Ein Crashkurs (Level A1). Fleischlin/Schupp. Markthalle Basel, Kaserne Basel, Schauspielhaus Wien, Helferei Zürich, Schwankhalle Bremen.[29]
- 2016: Hingabe. B.Fleischlin/K. Hadjiioannou. Südpol Luzern.[30]
- 2016: Bergblaumachen. Chez Icke. Regie: Gesine Danckwart.[31]
- 2016: I just wanna fucking dance oder Begeisterung und Protest. fleischlin/meser. Kaserne Basel, Südpol Luzern, Gessnerallee Zürich, Zeitgenössische Schweizer Tanztage Genf, Sophiensaele Berlin, Theater Rampe Stuttgart[32]
- 2017: Radical Hope no1 / Pilatusblick. fleischlin/meser. Südpol Luzern.[33]
- 2018: Radical Hope no2 / Creatures. fleischlin/meser. Südpol Luzern, Gessnerallee Zürich.[34]
- 2019: This Is Me. fleischlin/meser. Sophiensäle Berlin, Südpol Luzern, Schlachthaus Bern, Theater Rampe Stuttgart.[35]
- 2020: What is human – ein Abend über und mit Familie. fleischlin/meser. Kaserne Basel.[36]

## Installationen
- 2002: Installation mit Diaprojektoren FRISCHE FRAGEN. fleischlin/galeazzi. Wismar.[37]
- 2002: Rauminstallation FRÜHLINGSERWACHEN – Einladung zum Picknicken. fleischlin/galeazzi.[37]
- 2008: PREKÄRE GÄRTEN. fleischlin/galeazzi. Performance im öffentlichen Raum, Kunstpanorama Luzern. Performance/Installation im Hotel Kyjev, Bratislava, im Rahmen von “end/ending” Internationales Kunstprojekt. Kuratorin: Lillian Fellmann.[38]
- 2015: Just one Minute. Luzern, Zürich, Berlin, Basel, Bern.[39]

## Preise und Auszeichnungen
- 2009: Jurypreis des Festivals 100° Berlin für my ten favorite ways to undress / a personal hitlist.[40]
- 2011/2012: Autorenstipendium „Stück Labor Basel“; Hausautorin am Theater Basel.[41]
- 2015: Werkpreis für I just wanna a fucking dance oder Begeisterung und Protest.[42]

## Hörspiel
- 2019: Triptychon eines seltsamen Gefühls. Redaktion: Reto Ott. SRF,[43]

## Theaterstücke
- 2012: Mein törichter Beweis von Leidenschaft. Uraufführung am 14. Januar 2012, Theater Tuchlaube, Aarau (CH)[44]
- 2012: Utopia, vom besten Zustand. Regie: Florentine Klepper.[45]
- 2012: Triptychon eines seltsamen Gefühls.  Regie: Antje Schupp, Theater Basel.[46]
- 2013: willkommen in der tyrannei meiner intimität. Aufzug N°1 aus «Mensch! – ein Showbusiness in mehreren Aufzügen» Wildwuchs Festival und Kaserne Basel, theater konstellationen.[47]
- 2014: mein herz ist ein dealer. Aufzug N°2 aus «Mensch! – ein Showbusiness in mehreren Aufzügen». Gessnerallee Zürich.[48]
- 2015: Willkommen im Paradies meines guten Gefühls. Aufzug N°3 aus «Mensch! – ein Showbusiness in mehreren Aufzügen» Lokremise St. Gallen.[27]